# 7963 Фалчінеллі
7963 Фалчінеллі  (7963 Falcinelli) — астероїд головного поясу, відкритий 1 лютого 1995 року.
Тіссеранів параметр щодо Юпітера — 3,364.